# Gadolinium(III)-fluorid
Gadolinium(III)-fluorid ist ein Salz des Seltenerd-Metalls Gadolinium.

## Gewinnung und Darstellung
Gadolinium(III)-fluorid kann durch Reaktion von Gadolinium(III)-oxid mit Fluorwasserstoff gewonnen werden.
{\displaystyle \mathrm {Gd_{2}O_{3}+6\ HF\longrightarrow 2\ GdF_{3}+3\ H_{2}O} }

## Eigenschaften
Gadolinium(III)-fluorid ist ein weißer Feststoff, der unlöslich in Wasser ist. Er besitzt eine orthorhombische Kristallstruktur mit der Raumgruppe Pnma (Raumgruppen-Nr. 62).

## Verwendung
Gadolinium(III)-fluorid wird zur Herstellung von Fluoridgläsern eingesetzt.